# اگرا، سند
اگرا، سینده (به انگلیسی: Agra, Sindh) یک منطقهٔ مسکونی در پاکستان است که در ایالت سند واقع شده‌است.

## خصوصیات
اگرا ۴۷ متر بالاتر از سطح دریا واقع شده‌است.